# Mã Triêu Húc
Mã Triêu Húc  (chữ Anh: Ma Zhaoxu, chữ Trung phồn thể: 馬朝旭, chữ Trung giản thể: 马朝旭, bính âm: Mǎ Zhāoxù; sinh tháng 9 năm 1963) là nhà ngoại giao người Trung Quốc. Ông hiện là đại diện thường trực Trung Quốc tại Hội đồng Bảo an Liên Hợp Quốc (LHQ) ở thành phố New York từ tháng 1 năm 2018.
Mã Triêu Húc nguyên là Đại sứ Trung Quốc tại Úc, người phát ngôn Bộ Ngoại giao Cộng hòa Nhân dân Trung Hoa (PRC) cũng như Vụ trưởng Vụ Thông tin, Bộ Ngoại giao.

## Tiểu sử
Mã Triêu Húc sinh ngày 1 tháng 9 năm 1963 tại Cáp Nhĩ Tân, tỉnh Hắc Long Giang. Ông tốt nghiệp Đại học Bắc Kinh với bằng cấp về quan hệ quốc tế. Năm 1986, ông tham gia cuộc thi tranh luận sinh viên đại học châu Á được tổ chức bởi Công ty Cổ phần Truyền thông Singapore (SBC) và giành được giải "tranh luận tốt nhất", trở thành một sinh viên đại học nổi tiếng tại Trung Quốc vào thời điểm đó.
Mã Triêu Húc gia nhập Bộ Ngoại giao năm 1987 và phục vụ các Vụ khác nhau và các đại sứ quán, trong đó có Tham tán Đại sứ quán Trung Quốc tại Vương quốc Anh từ năm 2001 đến năm 2002 và Tham tán Đại sứ quán Trung Quốc tại Bỉ từ năm 2002 đến năm 2004. Ông được bổ nhiệm làm Phó Vụ trưởng Vụ Quy hoạch chính sách năm 2004 và nhậm chức Vụ trưởng Vụ Quy hoạch chính sách năm 2006. Tháng 1 năm 2009, ông được bổ nhiệm giữ chức Vụ trưởng Vụ Thông tin cũng như phát ngôn viên thứ nhất của Bộ Ngoại giao, thay thế Lưu Kiến Siêu.
Tháng 1 năm 2012, ông xuất nhiệm, chuyển sang giữ chức vụ trợ lý Bộ trưởng Bộ Ngoại giao Trung Quốc.
Ngày 6 tháng 4 năm 2016, ông được bổ nhiệm làm đại diện thường trực Trung Quốc tại Trụ sở Liên Hợp Quốc tại Genève (UNOG) và các tổ chức quốc tế khác.
Năm 2018, Mã Triêu Húc được bổ nhiệm giữ chức vụ Đại diện thường trực Trung Quốc tại Liên Hợp Quốc ở thành phố New York, kế nhiệm Lưu Kết Nhất.